# Frederick Thomson, 1. Baronet

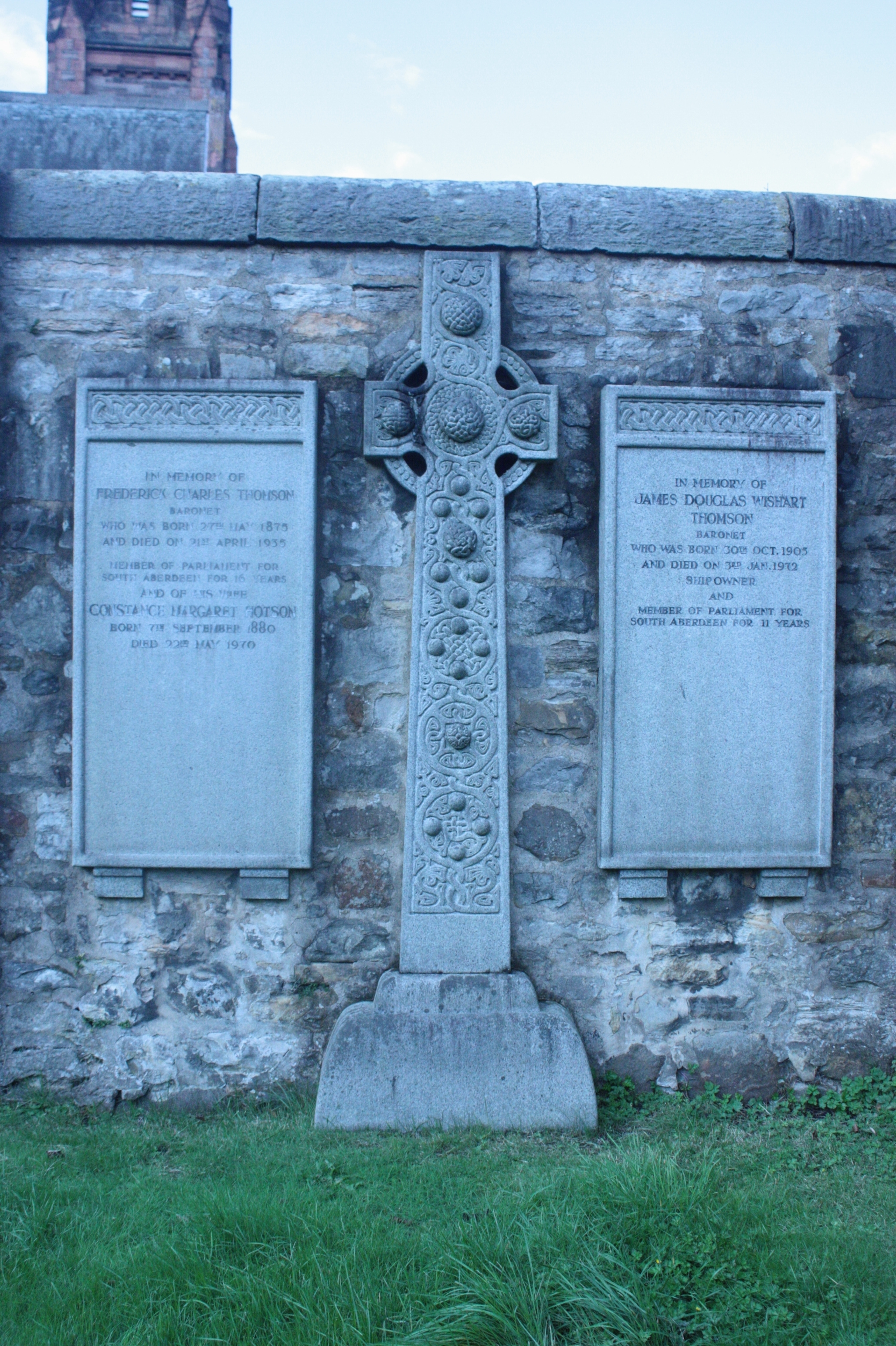
Grab Thomsons auf dem Dean Cemetery in Edinburgh

Sir Frederick Charles Thomson, 1. Baronet KC (* 27. Mai 1875; † 21. April 1935) war ein schottischer Politiker der Unionist Party.

## Leben
Frederick Thomson wurde 1875 als dritter Sohn des Schiffseigners James Wishart Thomson aus Balerno und dessen Ehefrau Barbara geboren. Er besuchte die Edinburgh Academy und erwarb am University College in Oxford einen Bachelorabschluss. Hinzu kam 1901 ein weiterer Bachelorabschluss in Jura. Im selben Jahr wurde Thomson als Jurist in Schottland zugelassen. 1904 erhielt er die Zulassung des Inner Temple und eheliche Constance Margaret Hotson. Zusammen hatten sie einen Sohn, Douglas, der im folgenden Jahr geboren wurde. Während des Ersten Weltkriegs diente Thomson im Range eines Leutnants in Ägypten und auf dem Balkan, wo er verwundet wurde. Am 28. März 1929 wurde Thomson der erbliche Adelstitel Baronet, of Glendarroch in the County of Midlothian, verliehen.

## Politischer Werdegang
Bei den Unterhauswahlen 1918 bewarb sich Thomson für die Unionist Party um das Mandat des Wahlkreises Aberdeen South. Er konnte 62,4 % der Stimmen auf sich vereinen und setzte sich damit deutlich gegen den Liberalen John Fleming durch, der den Wahlkreis seit 1914 vertrat. Zwischen 1919 und 1922 fungierte er als Parliamentary Private Secretary des Ministers Robert Horne. 1923 sowie zwischen 1924 und 1928 bekleidete Thomson den Posten eines Junior Lord of the Treasury. Außerdem wurde er 1923 als Kronanwalt installiert und war von 1923 bis 1924 Solicitor General von Schottland. Zwischen 1928 und 1929 sowie ein weiteres Mal 1931 wurde er zum Vice-Chamberlain of the Household ernannt. Ab 1931 bis zu seinem Tod im Jahre 1935 war Thomson Treasurer of the Household.
Das Mandat seines Wahlkreises konnte Thomson bei den Unterhauswahlen 1922, 1923, 1924, 1929 sowie 1931 jeweils verteidigen. Die nach seinem Tod erforderlichen Nachwahlen im Wahlkreis Aberdeen South gewann sein Sohn Douglas Thomson, der auch seinen Adelstitel erbte, für die Unionisten. Er hielt das Mandat bis zu seinem Rücktritt im Jahre 1946.